# 이원영 (1908년)
이원영(李源瑛, 1908년 7월 28일 ~ ?)은 일제강점기, 대한민국의 기업인, 상인이며 대한민국의 장류 제조업자이다. 자(字)는 영옥(英玉), 본관은 우계(羽溪). 일제강점기에 경성부에서 대광상회를 운영했으며, 히카리모터스, 이천자동차 주식회사의 임원으로도 활동했고, 강화도에 있던 강화양조의 임원으로도 활동했다. 해방 후에는 서울 중구에서 간장, 된장, 고추장 제조 공장을 운영하였다. 일본식 이름은 하타니 겐에이(羽溪源瑛). 경기도 안산 출신.

## 생애
1908년 7월 28일 경기도 안산군 와리면 초지리(후일의 안산시 단원구 초지동)에서 태어났으며, 아버지는 인천항주사, 외무부주사, 안산군 군주사를 역임한 이민선(李敏善)이고, 어머니는 경주배씨(慶州裵氏)로 배영선(裵永善)의 딸이다. 경안역찰방 이상우의 8대손이고, 고조부는 태화 이현상, 증조부는 분서 이봉녕이다. 대한제국 때 평리원 판사, 검사, 고등재판소 검사를 역임한 이휘선은 5촌 당숙이다.
뒤에 안산군 와리면 초지리에서 경성부 종로구 권농동 141번지, 후일의 서울특별시 종로구 권농동 141번지로 이주하였다.
1937년 2월 15일 경성부 장사정 233에 개업한 자동차 수선, 자동차 부속품 및 부분품 판매업체 히카리모터스(株)의 감사였다. 이사는 이원찬(李源讚), 이원용(李源用), 노상기(盧相基), 감사는 신현구(申鉉九), 이원영(李源瑛), 지배인은 이명규(李明圭)였다. 4월 1일 경성부 종로 4丁目 49 자동차를 이용한 여객화물의 운송영업, 운수창고 회사 이천자동차 (주)(利川自動車(株))의 감사였다.
1937년 12월 8일 경성부 남대문통 1정목 3번지의 상점 상호명을 대광상회(大光商會)로 하고, 업종은 비단(緋緞), 모직(毛織), 포목판매업이었다.
0
1938년 1월 8일 히카리 모터스(ヒカリモータース)에서 취체역 김성운(金成雲), 연제홍(延濟鴻), 감사 이호상(李鎬湘)을 해임되고, 같은 날 권농정 141번지 1에 사는 이원영이 감사로 취임했다.
1939년 3월 1일 경기도 강화군 부내면 신문리 205·206에 있던 강화양조(주)(江華釀造(株))의 이사였다. 히카리모터스(株)의 감사였다. 1939년 6월 30일 당일자로 임기 만료된 강화양조주식회사 임원을 개선할 때, 취체역 이원용, 이천응, 이정원, 감사 이명규 등을 중임시켰다. 이는 6월 26일 등기로 이원영(李源瑛)이 경성지방법원 강화출장소에 신고하였다. 당시 그는 경성부 종로구 권농정 141번지 3에 거주 중이었다.
1939년 경성포목상조합 이사(京城布木商組合 理事)였다. 1939년 11월 18일 오후 2시 경성부 장곡천정공회당에서 열린 총회에 참석, 안건 가결에 참여했다. 11월 20일 경성포목상조합 이사회에서 이사 중 이사장 1명, 부이사장 1명, 상무이사 1명을 선출할 때, 부이사장에 선출되었다.
1939년 2월 27일 대륙상공주식회사(大陸商工株式會社)의 감사 신현구(申鉉九), 이두용(李斗鎔)이 퇴임했다. 같은 날 대륙상공주식회사에서는 근농동 141번지에 거주하는 이원영, 훈정동 66번지에 거주하는 이원종(李源琮)을 감사로 선임하였다. 3월 23일 주식회사 히카리모터스(株式會社ヒカリモータース)에서 대표취체역 이천응, 취체역 이원용, 이원영을 중임하고, 7월 3일 감사역으로 소완규(蘇完圭)를 중임시켰다.
1939년 5월 7일 경성종합운동장에서 경성상공협회, 조선일보가 주최, 후원하는 제12차 전조선상공연합대운동회의 역원의 한 사람이었으며, 시상부의 부원이었다.
1940년 당시 경성부 남부 남대문통 1정목 3번지에 대광상회(大光商會)를 운영 중이었다. 당시 경기도 부천군 소사면 괴안리 38번지 사는 이천쇠(李天釗, 당 23세)는 그친척인 윤봉춘(尹逢春)을 시켜 부천군 소래면 금이리 임야 이정삼단보를 8천원에 매입하기로 했으나 자금 부족으로 곤란하며 뒤에 아현정 404번지 강대복에게 1만원에 팔면 돈이 남는다는 제안을 듣고 7천원을 빌려주었다. 2월 계약금 8백원을 지급하였으나 잔금이 절박하다는 이유였다. 그는 7천 2백원을 빌려주었다. 그러나 약속기일인 3월 30일에 이천쇠가 돈을 갚지 않자 임야현장에 찾아가 임야매매사실을 조사했다. 임야가 이미 다른 사람의 소유임을 알고 종로경찰서에 신고, 이천쇠는 검거되었다. 당시 조선일보 1940년 4월 16일자 석간에는 이원영이 당시 33세라고 나왔으나, 동아일보에는 53세로 오보가 나갔다.
경기도에서 시흥, 김포, 부천 일대에 시가지계획을 실시하고 경인공업용지로 결정하게 되자, 부근 일대에 토지 브로커들이 활동, 1평에 2월 3원 토지가 5원~10원에 거래되었다. 2월 21일 이천쇠는 아현정 404번지 강대복(姜大福, 당 30세)과 윤봉춘 등과 공모한 후 경성부내 남대문통 1정목 1번지 대광상회 주인 이원영에게 면식이 있는 윤봉춘을 보내 경기도 부천에 좋은 땅이 있는데 8천원에 계약했으나 7천 2백원이 없어 잠시 융통하여 주면 1만원에 팔 수 있다고 속였다. 4월 14일 이천쇠를 체포한 종로경찰서는 4월 16일 당시 나머지 공범 2명을 추적하고 있었다.
창씨개명령이 시행되자 그는 1940년 8월 10일부로 하타니 겐에이(羽溪源瑛)로 창씨개명하였다. 8월 1일 이천응(李天應)은 야마구치 텐응(山本天應), 이정원(李貞媛)은 야마구치 히온(山本貞媛), 7월 30일 이원용(李源用)은 하타니 겐페이(羽谷源平)로 각각 개명하고 1942년 6월 22일 다시 강화양조주식회사의 인허가 등기를 경성지방법원 강화출장소에 제출했다.
1941년 9월 25일 강화양조주식회사 감사역에 중임되었다. 1941년 11월 7일 강화양조(주)(江華釀造(株))의 감사 히카리모터스(株)의 감사였다.
1942년 9월 1일 강화양조(주)의 감사였다. 1943년 한때 알 수 없는 이유로 강화양조주식회사는 설립허가를 취소당했다. 1943년 9월 13일 그와 니시하라 마사오(西原正雄)를 새 중역으로 중임하고, 10월 6일 인허가를 얻었다.
1946년 2월 17일 대한민국 임시정부에 감사 헌금을 모금하는 독립헌금실행단(獨立錢金實行團)의 이사의 한 사람에 선출되었다.
1956년 7월 서울시 중구 광희동 1가 240번지의 간장, 된장 제조 회사 대광장유양조장(大光醬油釀造場)의 대표이사였다. 1957년 12월에도 대광장유양조장 대표이사였고, 이때는 간장, 된장, 고초장을 취급하였다. 1956년 7월 서울시 중구 을지로6가 18에서 열린 서울특별시 장유양조조합(醬油釀造組合) 이사장이 되었다.

## 약력
- 1939년 경성포목상조합 이사
- 1939년 제12차 전조선상공연합대운동회 시상부 부원
- 1939년 ~ 1941년 경성포목상조합 부이사장
- 1946년 ~ 1948년 대한독립헌금실행단 이사
- 1956년 ~ 서울특별시 장유양조조합 이사장

## 기타
1967년 4월 23일 그의 딸 이광근이 강석철과 결혼한 것이 동아일보 4월 20일자 3면 13단에 보도되었다. 내용은 "◇강성호(姜成浩)씨 장남(長男) 석철(碩哲)군·이원영(李源瑛)씨 차녀(次女) 광근(光根)양=23일(日), 시민회관소강당(市民會館小講堂)"이라 보도되었다.

## 참고 자료
- 국사편찬위원회, 《자료 대한민국사: 1945년 8월-1950년 6월》 (국사편찬위원회, 2002)
- 東亞經濟時報社, 《朝鮮銀行會社組合要錄 (1939)》 (東亞經濟時報社, 1939)
- 大韓經濟年監社, 《會社年監》 (大韓經濟年監社, 1956)
- 嶺南日報社, 《韓國年鑑》 (嶺南日報社, 1956)